# Звіробій великий
Звіробій великий (Hypericum ascyron  L.) — багаторічна трав'яниста рослина родини звіробійних.

## Біологічний опис

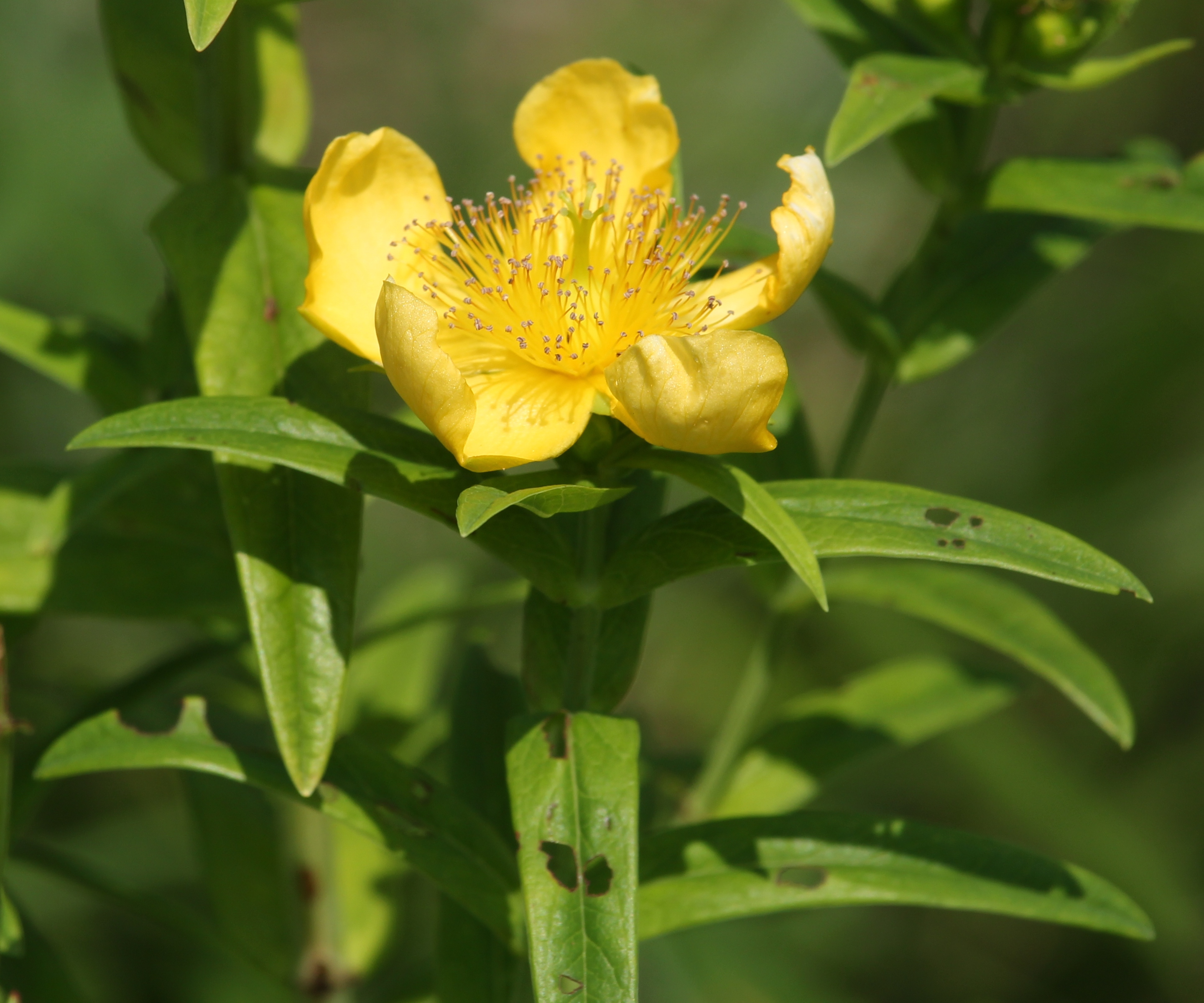
Звіробій великий на горі Ібукі, префектура Сіґа, Японія

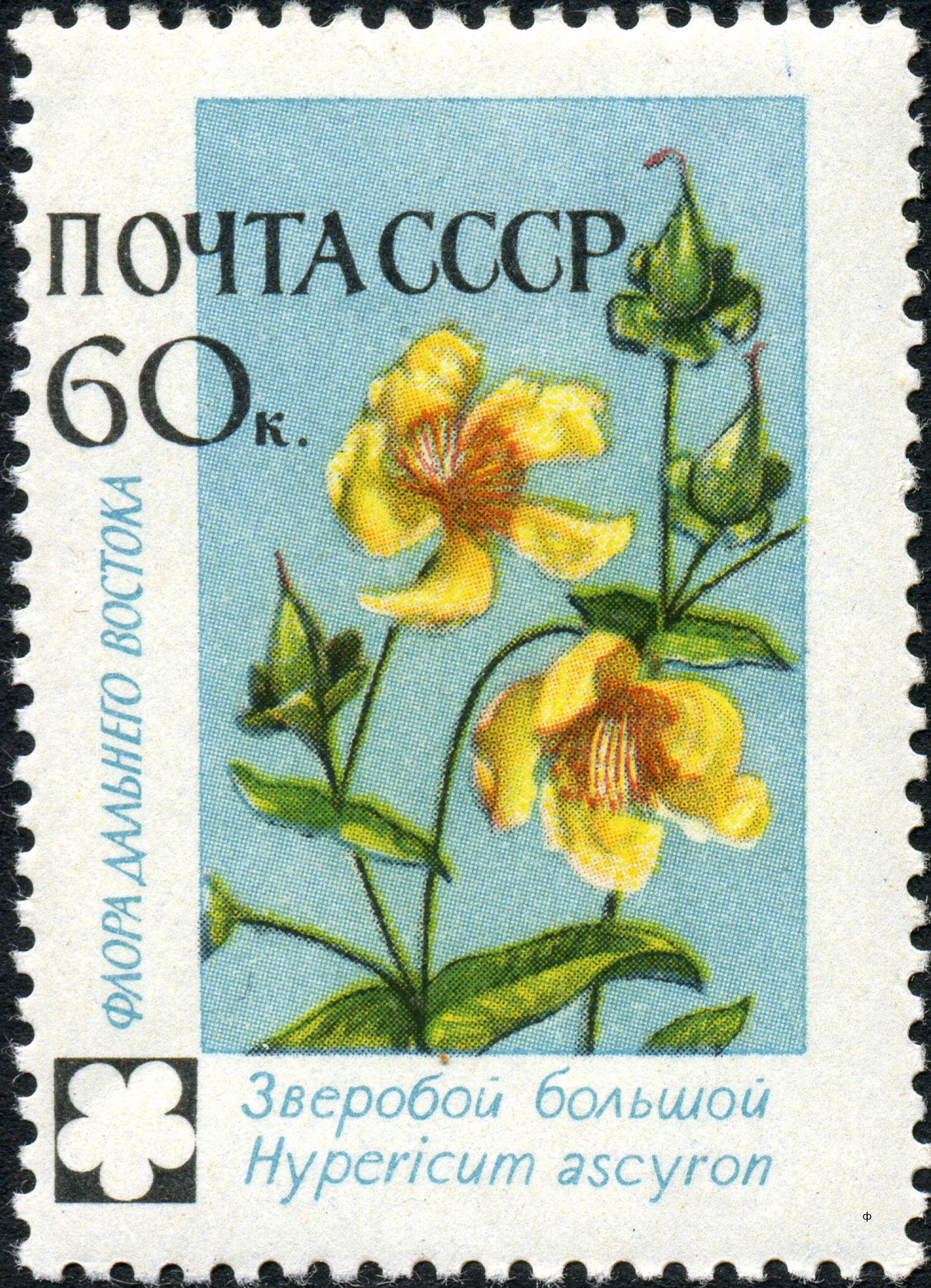
Звіробій великий на поштовій марці СРСР 1960 року

Багаторічники з прямим чотиригранним стеблом заввишки до 120 см, іноді трохи гіллястим у верхній частині. Листя супротивні, довгасто-яйцеподібні, обіймають стебло, гоструваті, довжиною до 6-10 см, знизу сизі, цілокраї, з численними залозками, що просвічують. Квітки правильні, з подвійною оцвітиною, п'яти-членні, так само, як і у всіх інших видів цього роду. Квітки дуже великі, до 4,5-8 см в поперечнику, одиночні або по 3-5 на кінцях гілок. Чашечка глибокоп'ятироздільна, в 2-3 рази коротше віночка; чашолистки яйцеподібні, тупуваті, завдовжки близько 1,5 см, рідше подовжені — до 4 см. Віночок з п'яти жовтих пелюсток. Тичинки численні, поєднані в 5 пучків. Зав'язь верхня, п'ятигніздова, коричнева, завдовжки 5-7 мм. П'ять зрощених при підставі стовпчиків. Плід — коробочка, видовжено-яйцеподібна завдовжки до 2 см, коричневого кольору. Насіння довгасті, довжиною 1,5 мм, коричневого кольору, з плівчастим крилом. Цвіте у червні — липні.

## Поширення та умови зростання
Росте в березових і сосново-березових лісах, в заростях чагарників, по берегах річок і озер у Західному і Східному Сибіру, на Далекому Сході Росії (у південних районах), у Північній Америці, Кореї, Японії та Китаї.

## Використання
Нестійкий до випасу, але скошування переносить добре. Всі частини рослини отруйні, худоба його не поїдає. Однак ряд дослідників сумніваються в отруйності цієї рослини, так як алкалоїди в ньому не виявлені. Листя і пелюстки звіробою заварюють і п'ють.
З лікувальною метою використовується трава (стебла, листя, квіти). Рослина містить кверцетин, кверцитрин, гиперін, фенолкарбонові кислоти та їхні похідні (кавову, хлорогенову), ефірну олію, дубильні речовини, лейкоцианідини. Траву у вигляді настою і відварів використовують у народній медицині при головному болю, запамороченнях, серцебитті, як протисудомне при еклампсії і як сечогінний засіб, а також при гастритах і панкреатитах, коріння вважається таким, що зміцнює шлунок і протигарячковим засобом; насіння вживають при малярії, золотусі, наривах, при регулюванні менструального циклу, сечогінний, протигарячковий засіб і протиотруту. З трави готують ванни, використовувані при ревматизмі.
Відвар з трави п'ють при кровохарканнях, кривавій блювоті, кровотечах з носа, маткових кровотечах, гепатитах. Зовнішньо густий відвар з довільної кількості трави або сік, вичавлений з свежезмеленної рослини, використовують у вигляді примочок і розтирань, при зовнішніх травматичних кровотечах, опіках, екземі, гнійних ранах.
Квітки забарвлюють тканини в червоний і жовтий кольори.